# Fobos-Grunt
Fobos-Grunt (ryska: Фобос-Грунт) är en rymdsond planerad av den ryska rymdstyrelsen, för utforskning av marsmånen Phobos. Den ska ta prover från Phobos och sända dem till Jorden för analys. Fobos-Grunt ska också studera Mars och dess omgivning, främst gällande atmosfären, sandstormar, plasma och strålning. Utvecklingen påbörjades år 2001 och den preliminära konstruktionen blev färdigställd 2004. Sedan väntar val av vilka vetenskapliga instrument som ska användas. Elektrisk framdrivning är något man undersöker som en möjlighet.
Efter en överenskommelse mellan Ryssland och Kina, så fick den kinesiska rymdsonden Yinghuo 1 åka snålskjuts med Fobos-Grunt.
Fobos-Grunt skulle enligt de ursprungliga planerna ha skjutits upp 2009 med en Sojuz LV-raket, men strax innan uppskjutningen meddelade man att man inte klarade att hålla tidsschemat utan flyttat fram uppskjutningen till 2011. Fobos-Grunt betyder "phobosjord" på svenska.
Fobos-Grunt sköts upp den 9 november 2011 (rysk tid). Något gick fel, och farkosten tappade sitt fönster för att lyckas klippa sig ur jordens omloppsbana. Farkosten har sedan uppskjutningen cirkulerat i en låg omloppsbana runt jordens atmosfär. Farkosten beräknades krascha någonstans på jorden den 15 januari 2012.